# ГЕС Карібланко
ГЕС Карібланко – гідроелектростанція у північній частині Коста-Рики, за чотири десятки кілометрів на північ від столиці країни Сан-Хосе. Використовує ресурс зі сточища річки Sarapiqui, яка дренує північний схил Кордильєри-Сентраль (бере початок між вулканами Барва і Poas на сході та заході відповідно) і впадає праворуч до річки Сан-Хуан (відноситься до басейну Карибського моря та формує східну ділянку кордону між Коста-Рикою і Нікарагуа). 
В межах спорудження станції Карібланко на Sarapiqui облаштували водозабір, який включає бетонну гравітаційну греблю висотою 13 метрів. Захоплений ресурс прямує через прокладений у лівобережному гірському масиві дериваційний тунель загальною довжиною 6,6 км, який на більшій частині траси має діаметр 2,7 метра (останні 0,6 км виконані в діаметрі 2,4 метра). На своєму шляху тунель отримує додатковий ресурс з річок Cariblanco та Quicuyal, які невдовзі після водозаборів зливаються та впадають до Sarapiqui.  
Тунель завершується у верхньому балансувальному резервуарі з площею поверхні 0,04 км2 та об’ємом 0,3 млн м3. Сюди ж потрапляє вода з протікаючої поряд річечки Maria Aguilar (ще одна ліва притока Sarapiqui). Можливо відзначити, що водозабір на головній річці забезпечує в середньому 15,4 м3/сек, Cariblanco та Quicuyal додають ще 5,2 м3/сек, а з Maria Aguilar надходить лише 1 м3/сек.
Від балансувального резервуару прямує наступна ділянка тунелю довжиною 1,6 км з діаметром 2,4 метра, на завершенні якої знаходиться надземна балансувальна камера баштового типу висотою 71 метр та діаметром 12 метрів. Від неї до машинного залу прокладено напірний водовід довжиною 1,5 км з діаметром 2,15 метра.
Основне обладнання станції складають дві турбіни типу Френсіс потужністю по 44,8 МВт, які працюють при номінальному напорі у 409 метрів.
Відпрацьована вода повертається у Sarapiqui.
8 січня 2009 року на тлі сильних дощів та внаслідок землетрусу магнітудою 6,2 бали у долині Sarapiqui відбулось сходження сельових потоків, що призвело до затоплення машинного залу та значного пошкодження обладнання. Відновлення станції коштувало більш ніж 50 млн доларів США.